# جمعية جيبوتي الوطنية
جمعية جيبوتي الوطنية (بالفرنسية: Assemblée nationale )‏ هي الهيئة التشريعية في جيبوتي، وتتكون من 65 مقعداً.